# John R. Leonetti
John R. Leonetti (* 4. Juli 1956 in Los Angeles, Kalifornien) ist ein US-amerikanischer Kameramann und Regisseur.

## Karriere
Er ist seit Ende der 1980er Jahre als Kameramann tätig. Neben seiner Arbeit für Kinofilme ist er auch für das Fernsehen tätig. So war er als Kameramann an Serien wie Geschichten aus der Gruft und Providence beteiligt, zuletzt 2013 bei drei Folgen von Sleepy Hollow. Sein Debüt als Regisseur gab er 1997 mit dem Film Mortal Kombat 2 – Annihilation. Es folgten weitere Spielfilme, außerdem gelegentliche Regiearbeiten für Fernsehserien.
Sein Bruder ist der Kameramann Matthew F. Leonetti.

## Filmografie (Auswahl)
als Kameramann
- 1991: Chucky 3 (Child’s Play 3)
- 1993: Hot Shots! Der zweite Versuch (Hot Shots! Part Deux)
- 1994: Die Maske (The Mask)
- 1994: Against the Wall (Fernsehfilm)
- 1995: Mortal Kombat
- 1996: Agent 00 – Mit der Lizenz zum Totlachen (Spy Hard)
- 2001: Joe Dreck (Joe Dirt)
- 2002: The Scorpion King
- 2003: Honey
- 2004: Raise Your Voice – Lebe deinen Traum (Raise Your Voice)
- 2005: The Perfect Man
- 2006: The Woods
- 2007: Dead Silence
- 2007: Death Sentence – Todesurteil (Death Sentence)
- 2007: Ich weiß, wer mich getötet hat (I Know Who Killed Me)
- 2010: Piranha 3D
- 2010: Insidious
- 2010: Ca$h
- 2011: Soul Surfer
- 2012: The River (Fernsehserie, 7 Episoden)
- 2013: Conjuring – Die Heimsuchung (The Conjuring)
- 2013: Insidious: Chapter 2

als Regisseur
- 1997: Mortal Kombat 2 – Annihilation (Mortal Kombat: Annihilation)
- 2006: Butterfly Effect 2
- 2014: Annabelle
- 2016: Wolves at the Door
- 2017: Wish Upon
- 2019: The Silence
- 2022: Lullaby